# Pipin Mali
Pipin Mali (714. – 24. rujna 768.), prvi karolinški kralj 754. – 768.; postao je jedini vladar Franaka 747., a 754. ustupivši papi dio franačkoga teritorija koji će se kasnije razviti u moćnu Papinsku Državu, postao je kraljem Franačke.
Sin Karla Martela i otac Karla Velikog.
Umoran od obiteljskog upravljanja državom u ime franačkih kraljeva Pipin šalje pismo papi s upitom: "Treba li kralj biti onaj kojemu je to u krvi ili osoba koja stvarno vlada?". Po primitku pozitivnog odgovora Pipin s papinim blagoslovom smjenjuje Hilderika III. 751. godine. Isplata te papine usluge ubrzo stiže zahtjevom Rima upućenom Pipinu za objavu rata Langobardima koji prijete Rimu. U brzom ratu Pipin ostvaruje trijumf u Italiji sklapanjem vrlo pobjedničkog mira s Langobardima i aneksijom bizantske Ravene koja se poklanja papi. U svom drugom većem pohodu on konačno izbacuje Arape iz Franačke 759. godine.
Po pitanju rođaka Pipin je bio prilično neugodan čovjek. Doživotno je zatočio dva polubrata dok mu je rođeni brat Karloman dobrovoljno prepustio svu vlast u državi zbog velikih religioznih osjećaja. To ga ipak nije bilo zadugo spasilo pošto je prilično brzo umro u samostanu.
Državu je podijelio između sinova Karla Velikog i Karlomana.
| Prethodnik:   | Kralj Franačke | Nasljednik:  |
| Hilderik III. | Kralj Franačke | Karlo Veliki |